# Wesley Vázquez
Wesley Joel Vázquez Vázquez (né le 27 mars 1994 à Bayamón) est un athlète portoricain, spécialiste du 800 mètres.

## Biographie
Le 12 mai 2012, lors du Ponce Grand Prix, Wesley Vásquez réalise un temps de 1 min 45 s 63, à seulement 3 centièmes de seconde du minima A qualificatif pour les Jeux olympiques de 2012 et nouveau record national. 
Il termine quatrième des Championnats du monde juniors en 1 min 45 s 29, dans une course remportée par le Botswanais Nijel Amos.
Le 19 avril 2014 il améliore son record national en remportant le 800 m des Mt. SAC Relays en 1 min 44 s 64.
Il remporte le bronze lors des Jeux d'Amérique centrale et des Caraïbes de 2014 à Xalapa. En 2018, il remporte à nouveau la médaille de bronze aux Jeux d'Amérique centrale et des Caraïbes, à Barranquilla, en 1 min 46 s 6 (temps manuel). 
Il se rapproche de sa meilleure marque en réalisant 1 min 44 s 75 lors des Florida Relays de 2016 à Gainesville, un temps qualificatif pour les Jeux de Rio.
Le 12 juillet 2019, il améliore son record national à Monaco lors du Meeting Herculis en 1 min 44 s 40. Un mois plus tard, il remporte la médaille d'argent des Jeux panaméricains de Lima en 1 min 44 s 48, deuxième chrono de sa carrière, derrière le Canadien Marco Arop.
Il se classe 5e des championnats du monde 2019 à Doha, après avoir remporté sa demi-finale.

## Palmarès
| Date | Compétition                              | Lieu         | Résultat | Temps         |
| ---- | ---------------------------------------- | ------------ | -------- | ------------- |
| 2011 | Championnats panaméricains juniors       | Miramar      | 2e       | 1 min 49 s 83 |
| 2014 | Jeux d'Amérique centrale et des Caraïbes | Xalapa       | 3e       | 1 min 46 s 05 |
| 2018 | Jeux d'Amérique centrale et des Caraïbes | Barranquilla | 3e       | 1 min 46 s 6  |
| 2018 | Championnats NACAC                       | Toronto      | 3e       | 1 min 47 s 63 |
| 2018 | Coupe continentale                       | Ostrava      | 8e       | 1 min 49 s 60 |
| 2019 | Jeux panaméricains                       | Lima         | 2e       | 1 min 44 s 48 |
| 2019 | Championnats du monde                    | Doha         | 5e       | 1 min 44 s 48 |

## Records
| Épreuve    | Temps              | Lieu  | Date         |
| ---------- | ------------------ | ----- | ------------ |
| 800 mètres | 1 min 43 s 83 (NR) | Paris | 24 août 2019 |